# Цинк
Цинкът е химичен елемент със символ Zn. Той е преходен метал. Намира се в група 12, четвърти период от периодичната система на елементите. Поредният му номер е 30.
Името му вероятно е дадено от алхимика Парацелз и е свързано с немската дума Zinke – „назъбен“. Заслугата за откриването на чистия метал през 1746 г. обикновено се приписва на Андреас Сигизмунд Марграф. Към 1800 година Луиджи Галвани и Алесандро Волта откриват електрохимичните свойства на цинка. Те са от голямо практическо значение, тъй като поцинковането на стомана е едно от най-честите му практически приложения. Други области на приложение са в производството на батерии и сплави.
От съединенията му най-често се използват цинков карбонат (ZnCO3) и цинков глюконат (като хранителни добавки), цинков хлорид (ZnCl) (в дезодоранти), цинкови комплекси в противопърхотните шампоани, цинков сулфид (ZnS) (в луминесцентни бои) и цинков етил или диметил в органичната химия.

## Откриване
Цинкът е познат на човечеството от древността. Данни за неговото получаване и употреба има още от XIII век пр.н.е.
Той е познат от древни времена под формата на медна сплав – месинг. Месингът се получавал от мед, която се стапяла със „земя“, известна на древните гърци като „кадмия“. Тази „земя“ впоследствие се оказала цинков карбонат (ZnCO3), който е получил и минераложкото название смитсонит.
Името му вероятно е дадено от алхимика Парацелз и е свързано с немската дума Zinke – „назъбен“.
Като чист метал цинкът е получен в края на Средновековието, а в по-големи количества започва да се получава едва в края на XVIII в.

## Разпространение
Цинкът спада към средно разпространените химични елементи – 75×10-4%. Той е на 24-то място по степен на изобилие в земната кора и се среща изключително в свързано състояние под формата на редица полиметални сулфидни руди, а също и като минералите сфалерит (ZnS) и смитсонит (ZnCO3). Други минерали с промишлено значение са цинкит (ZnO), вилемит (Zn2SiO4), троостит (Zn,Mg)2SiO4, франклинит (Zn,Mg)O.Fe2O и др. Най-разработваната цинкова руда е сфалерит, а най-големи залежи, подходящи за промишлен добив, има в Австралия, Азия, САЩ, Канада и Перу. Обикновено цинковите руди са полиметални и съдържат още мед, олово, кадмий, герамний, индий, талий и други.

## Физични свойства
Цинкът е бледосив метал със силен метален блясък на свежа повърхност, с хексагонална плътноопакована кристална структура.
При сравнение на свойствата му тези на А-групата и със съседните групи преходни метали изпъкват сравнително ниските температури на топене и кипене, както и сравнително високото специфично електрическо съпротивление – 5,8 µΩ.cm. Обяснението на тези факти се търси в значителната стабилност на d10-конфигурацията при този метал. Електроните не участват нито в ковалентна, нито в метална връзка между металните атоми, а запазват характерното за изолираните атоми разпределение на електронната плътност около ядрата. По такъв начин металната връзка се осъществява само от s-електроните от последния електронен слой. Връзката е по-слаба и свързаните с нея показатели (какъвто е температурата на топене) – по-ниски.

### Изотопи
Цинкът има пет стабилни изотопа. 64Zn е най-често срещан в природата (48,63%). Този изотоп има толкова дълъг период на полуразпад (4,3×1018години), че неговата радиоактивност може да се пренебрегне. Аналогично, 70Zn (0,6%), с период на полуразпад 1,3×1016 години обикновено не се счита за радиоактивен. Другите естествени изотопи на цинка са 66Zn (28%), 67Zn (4%) и 68Zn (19%).
Изследвани са няколко десетки радиоизотопи на цинка. 65Zn, с период на полуразпад 243,66 дни, е на-дълго живущият от тях, следван от 72Zn с период на полуразпад 46,5 часа. Цинкът има и 10 ядрени изомера. От тях 69mZn има най-дълъг период на полуразпад, 13,76 часа. Горният индекс m означава метастабилен изотоп. Ядрото на метастабилните изотопи се намира във възбудено състояние и се връща към основно състояние чрез излъчване на фотон във вид на гама лъчи. 61Zn има три възбудени състояния, а 73Zn – две. Изотопите 65Zn, 71Zn, 77Zn и 78Zn имат по едно възбудено състояние.
Най-честата реакция на радиоактивен разпад на радиоизотопите на цинка с атомен номер по-нисък от 66 е електронният захват. В резултат се получава изотоп на мед. Най-честата реакция на радиоактивен разпад на радиоизотопите на цинка с атомен номер по-висок от 66 е бета разпад ((β− разпад)), в резултат на който се получава изотоп на галий.

## Химични свойства
Цинковият атом има устойчива d10-конфигурация в предпоследния (трети) електронен слой и с два s-електрона в последния. Електронната му конфигурация има вида 1s22s22p63s23p63d104s2. Тя се отличава от тази на калциевия атом само по това, че между неговите 3s23р6 и 4s2-електрони има десет 3d-електрона. Тъй като d-електроните са много здраво свързани, те не могат да се отделят, т.е. те не могат да влияят на валентността на цинка. Те обаче оказват влияние върху силата, с която се свързват двата външни валентни електрона (4s2) – по-силно свързани са с ядрото, отколкото 4s2-електроните на калция, поради което цинкът има по-слаб електрохимичен характер.
Характерната за цинка атомна маса е равна на 65,37 u, атомният му радиус е 0,139 nm, а електроотрицателността му – 1,4 eV.
Химичните свойства на цинка са подобни на тези на преходните метали никел и мед, макар че той има запълнена s-обвивка, така че неговите съединения са диамагнити и предимно безцветни.
Йонният му радиус е почти идентичен с този на магнезия и поради това някои от техните соли имат еднаква кристална структура, и там, където йонният радиус е определящ фактор, цинкът и магнезият имат подобни химични характеристики.
Цинкът има йонен радиус 0,074 nm, който е много по-малък от тези на представителите на IIА група, а характерната за него йонизационна енергия е значително по-голяма – 9,39 eV. Затова и активността на този елемент е значително по-малка. Поради стабилността на d10-конфигурацията, характерната степен на окисление на този елемент е +2. Химичните връзки се образуват с участието на двата s-електрона. Проявява подчертана склонност към комплексообразуване.
По химична активност цинкът значително отстъпва на представителите на А-групата. Реагира с азот (Zn3N2), фосфор, въглерод (ZnC2) и водород при нагряване.
Изложен на въздух, губи металния си блясък, като бързо се покрива с корица от цинков карбонат (2ZnCO3•Zn(OH)2), като реагира с атмосферния въглероден диоксид. която го предпазва от по-нататъшно окисление. Цинкът има голям афинитет към кислорода. Загрят на въздуха при достатъчно висока температура, той може да изгори със синкаво-зелен пламък, както е в праховидно състояние или в състояние на тънки нишки до цинков оксид (ZnO):
{\displaystyle {\ce {2Zn + O2-> 2ZnO}}}.
Нагрят до тъмночервено, той отнема кислорода дори и от водните пари и от СО2:
{\displaystyle {\ce {Zn + H2O-> ZnO + H2}}};
{\displaystyle {\ce {Zn + CO2-> ZnO + CO}}}.
Съответстващият на оксида цинков хидроксид Zn(OH)2 се получава при алкализиране на разтвори на соли на Zn(II).
Взаимодействието с водорода не е характерно за цинка. Малка е и разтворимостта на водорода в него. Хидрид, съответстващ на формулата ZnH2, може да се получи при взаимодействието на цинков йодид с LiAlH4:
{\displaystyle {\ce {2ZnI2 + LiAlH4-> 2ZnH2 + LiI + AlI3}}}.
Цинкът не реагира с вода, тъй като се образува пасивиращ слой (корица) от цинков хидроксид, която го предпазва от по-нататъшно взаимодействие. Стойностите на стандартните електродни потенциали показват, че той е сравнително добър редуктор и се разтваря в киселини. Силните киселини като солна или сярна, могат да премахнат пасивиращия слой и при следващата реакция с вода се отделя водород:
{\displaystyle {\ce {Zn + 2H3O+ + 2H2O-> [Zn(H2O)4]2+ + H2}}}
Цинкът лесно реагира с киселини, алкални соли и други неметали (при нагряване). Цинк с висока степен на чистота обаче реагира много бавно с киселини при стайна температура. При взаимодействие с киселини, които са и силни окислители, цинкът се държи като по-силен редуктор. Например, с разредена азотна киселина се извършва реакцията:
{\displaystyle {\ce {4Zn + 10HNO3-> 4Zn(NO3)2 + NH4NO3 + 3H2O}}}.
и част от азотната киселина се редуцира до амониев йон.
Когато цинкът е отчасти примесен с метали, които са разположени след него в реда на относителната активност на металите, скоростта на разтварянето му в киселината се увеличава повече или по-малко в зависимост от природата на примесите.
При нагряване взаимодейства и с основи, също с отделяне на водород:
{\displaystyle {\ce {Zn + 2OH- + 2H2O-> [Zn(OH)4]2- + H2 ^}}}.
Цинкът взаимодейства с амоняк и разтвори на амониеви соли, особено ако температурата е по-висока, при което се получава Zn3N23Zn + 2NH3-> Zn3N2 + 3H2
Цинкът има склонност да образува колоидни разтвори. Може да се получи и в кристално състояние като ромбични призми. Разтваря се в излишък от утаителя, поради комплексообразуване:
{\displaystyle {\ce {Zn(CN)2 + 2KCN -> K2[Zn(CN)4]}}}.

## Съединения
В своите съединения цинкът има +2 степен на окисление, с изключение на йона Zn2+
2, където е от +1 и има връзка Zn-Zn. Този нестабилен йон се получава при добавяне на цинк в разтопен цинков хлорид.
Съединенията на цинка са безцветни ако не са оцветени с анионен остатък на сол.
Цинкът образува бинарни съединения с повечето металоиди и с всички неметали с изключение на благородните газове.

### Оксид, пероксид и хидроксид
Оксидът ZnO представлява бял прах, който е почти неразтворим в неутрални водни разтвори, но има амфотерни свойства, разтваряйки се в концентрирани основи и киселини. Среща се в природата под формата на рудата цинкит. Разтваря се в киселини и соли и служи за получаване на цинкови соли.
В слаби основни разтвори, съдържащи Zn2+ йони, цинковият хидроксид Zn(OH)2 се образува като бяла пихтиеста утайка. В силни алкални разтвори този хидроксид се разтваря и образува MI
2[Zn(OH)4]2-.
Получават се сложни пероксидни съединения при диействие на Zn(OH)2 с H2O2.

### Халкогениди и пникогениди
Халкогенидите му (цинков сулфид ZnS, цинков селенид ZnSe и цинков телурид ZnTe) имат разнообразни приложения в електрониката и оптиката.
Една от най-характерните цинкови соли е цинковият сулфид (ZnS). Кристализира в две полиморфни форми – сфарелит (кубичен), нискотемпературна модификация, и вурцит (хексагонален), високотемпературна модификация. Може да се активира с медни, манганови, сребърни и други метални йони, при което се получават луминофори.
Известни са и съединенията с пникогенидите – цинков нитрид Zn3N2, цинков фосфид Zn3P2, цинков арсенид Zn3As2 и цинков антимонид Zn3Sb2, цинков хидрид ZnH2 и цинков карбид ZnC2.

### Халогениди
Халогенидите на цинка се получават при непосредствено взаимодействие с халогенните елементи. Халогенидите са бели на цвят и имат сравнително високи температури на топене и йонна или молекулна кристална решетка. Флуоридът е слабо разтворим във вода, но останалите халогениди са със значителна разтворимост. Те притежават силно хигроскопични свойства. Разтварят се и в органични разтворители, като етилов алкохол, ацетон и др. Получени по мокър път, някои от тях кристализират като хидрати – ZnCl2.4H2O. За сметка на свободните s-, p- и d-орбитали на металния йон тези халогениди са склонни към присъединителни реакции, които дават комплексни съединения с координационни числа 3, 4 и 6. Поляризуемостта на халогенидните йони нараства от флуора към йода. От четирите халогенида цинковият флуорид ZnF2 притежава най-силно изразен йонен характер, докато цинковият хлорид ZnCl2, цинковият бромид ZnBr2 и цинковият йодид ZnI2 имат относително ниски точки на топене и се счита, че проявяват ковалентен характер.
При действие на цинка с концентрирана солна киселина се образува комплексна киселина:
{\displaystyle {\ce {Zn + 2HCl + 2H2O -> H_2[ZnCl_2(OH)_2] + H_2 ^}}}.

### Соли
Цинкът образува най-различни съединения с кислородосъдържащи и други киселини. Солите цинков цианид, цинков фосфат и цинков карбонат са слабо разтворими. Цианидът – Zn(CN)2, е бяла утайка. Възможно е да се получи чрез утаяване на воден разтвор на разтворима цинкова сол с разтвор на калиев или натриев цианид:
{\displaystyle {\ce {ZnSO4 + 2KCN -> Zn(CN)2 + K2SO4}}}.
Комплексните цинкови цианиди M2[Zn(CN)4] са също така отровни както и всеки друг разтворим цианид, тъй като комплексният катион [Zn(CN)4]2- има малка стабилитетна константа и поддържа в разтвор значителна концентрация на отровните цианидни аниони:
{\displaystyle {\ce {[Zn(CN)4]^2- -> Zn^2+ + 4CN^-}}}.
При разтварянето на ZnO, Zn или ZnCO3 в солна киселина се получава цинков хлорид. Други соли на цинка с кислородосъдържащи и безкислородни киселини са цинков сулфат и цинков нитрат.
Някои други често срещани неорганични съединения са нитрат Zn(NO3)2, хлорат Zn(ClO3)2, сулфат ZnSO4, фосфат Zn3(PO4)2, цианид Zn(CN)2 и др.

### Органични и металорганични съдинения
Цинк-органичните съединения са първите получени металорганични съединения. Един от най-честите примери за органично съединение на цинка е цинковият ацетат Zn(ОOCCH3)2. През 1849 г. английският химик Едуард Франкланд нагрял йодоетан с цинк и получил диетилцинк:
{\displaystyle {\ce {2C_2H_5I + 2Zn -> 2[C_2H_5ZnI_2] -> Zn(C_2H_5)_2 + ZnI_2}}}, във вид на безцветна течност с неприятна мирзма, възламеняваща се на въздух.

## Приложение
Практическото използване на цинка и неговите съединения е широко и разнообразно. Основното количество цинк се използва като антикорозионно покритие на желязото. Използва се за месингови сплави, които съдържат мед и от 20 до 50% цинк. Още участва в състава на сплави, в които освен мед, се съдържа и алуминий. Според съдържанието на цинк, мед и алуминий тези сплави носят различни наименования: целко-сплав, бял месинг и др.
Цинков прах намира приложение като редуктор в лабораторната практика и в химичната технология. Поради своята трошливост цинкът не е подходящ като конструктивен материал. В това отношение обаче редица негови сплави – с медта, алуминия и никела – имат отлични качества. В металургията цинкът се използва за отделяне на среброто от оловно – сребърната стопилка, както и за отделяне на златото от неговата комплексна сол, при извличането му по цианидния метод. В лабораторната практика се употребява най-често за получаване на водород при взаимодействието му със сярна киселина.
Сухите галванични елементи се правят най-вече с участието на цинк или метали от групата на цинка – например въглерод-цинков, живачен и алкално-манганов.

### Антикорозионни покрития
Най-широко приложение на цинка е като антикорозионен агент. Галванизацията, която представлява покриване на предмети от желязо или стомана с тънък слой цинк, е най-често използваният метод за нанасяне на цинков слой (поцинковане) с цел защита от корозия. През 2006 г. в САЩ 56% или 773 000 тона от метала са били използвани именно за галванизация, а в световен мащаб за тази цел са използвани 47%.
Цинкът е по-силно реактивен от желязото и стоманата и затова, когато е в близост с тези метали, „привлича“ окислението към себе си, докато напълно корозира. При корозията му се формира защитен слой от оксид или карбонат, който постепенно деградира. Това му свойство се използва широко при т.нар. катодна защита с жертвени аноди, широко прилагана за защита на подземни тръбопроводи или метални корабни елементи. Към руля на кораба се прикрепва цинков диск, който бавно корозира, докато рулят остава чист.

### Батерии
Цинкът се използва стандартно като материал за анода при изработването на батерии поради ниския си електроден потенциал (-0,76 V). В алкалните батерии се използва цинк във форма на прах, а в цинково-въглеродните батерии – във форма на листове. В цинково-въздушната горивна клетка цинкът е анод или гориво.

### Препарати за биозащита
Широко приложение за борба с гризачите в селското стопанство има цинковият фосфид, който се получава при директно взаимодействие на елементите:
{\displaystyle {\ce {3Zn + 2P -> Zn3P2}}}.
Той е сиво обагрен, силно отровен прах. Получен е и оранжев на цвят ZnP2, както и белия ZnPH.

## Биологична роля
Цинкът е важен микроелемент, необходим за растенията, животните, и микроорганизмите. Цинкът се среща в около 100 специфични ензима (според други източници 300), играе важна роля при репликацията на ДНК и е втори метал след желязото по честота на срещане в човешкия организъм.
В протеините, цинковите йони често са свързани във веригите на някои аминокиселини.
В човешкото тяло са разпределени общо около 2 – 4 g цинк. Най-голяма част от него се намира в мозъка, мускулите, костите, бъбреците и черния дроб, като най-високи концентрации има в простатата и части от очите. Цинкът играе важна роля за растежа и развитието на човешкото тяло.
Цинкът не е токсичен, но неговите соли притежават известно токсично действие.

### Биохимия
Ролята на цинка като компонент на ензимите е съществена за осъществяване на биохимичните реакции. Например карбонанхидразата ускорява достигането на равновесието:
{\displaystyle {\ce {CO2 + H2O <=> HCO_3^- + H^+}}}.
Правата реакция протича в тъканите, докато обратната се извършва в белите дробове и води до отделянето на СО2 от кръвта. Без действието на този фермент не би било възможно дишането. Цинкът е и в състава на хормона инсулин, който регулира съдържанието на захар в кръвта и усилва действието на хормоните на хипофизата.

### Препоръчителен дневен прием
Цинкът е необходим микроелемент на храната, но само в много малки количества (50 mg или по-малко). В САЩ препоръчителната дневна доза (Recommended Dietary Allowance – RDA) е 8 mg/ден за жени и 11 mg/ден за мъже. Най-много цинк съдържат червените меса, особено телешко и агнешко, както и черният дроб. От растителните храни високо съдържание на цинк имат пшеницата и различни семена – сусам, мак, горчица. Цинкът се среща също в бобовите растения, ядките, бадемите, тиквените семки, слънчогледовите семки и касиса.

## Получаване
Цинкът се получава от своите сулфидни руди при металургична преработка. След обогатяване чрез флотация сфалеритът се пържи, при което се получава цинков оксид (ZnO), съдържащ и кадмий:
{\displaystyle {\ce {2ZnS + 3O2 -> 2ZnO + 2SO2}}}.
По-нататък ZnO може да се обработи по два начина:
- Пирометалургия – редуциране с въглища (кокс)
- ZnO + C -> Zn + CO
Редукцията се извършва при висока температура и цинкът се отделя във вид на па̀ри. При охлаждането може да стане окисляване на цинка вследствие на равновесието, което се установява при тези условия:
{\displaystyle {\ce {Zn + CO2 <=> ZnO + CO}}}.
За да се избегне това, цинковите пари се охлаждат чрез впръскване на разтопено олово. Стопилките от двата метала не се смесват и при тези условия се получава цинк с чистота около 99%. Пречистването му става чрез вакуумдестилация.
- Хидрометалургия – цинковият оксид се разтваря в разредена сярна киселина и се подлага на електролиза.
Електролитът е цинков сулфат, анодите са оловни, а катодите – алуминиеви. Оловните аноди не се разрушават при електролизата, а отделеният върху алуминиевите катоди цинк лесно се отделя механически от тях. Поради значителния си парен натиск цинкът лесно се пречиства чрез дестилация. Така се получава метал с чистота 99,99%.

Кадмият често съпътства цинка в неговите руди. Двата метала могат да се разделят при дестилация, тъй като температурата на кипене на кадмия е по-ниска от тази на цинка. При хидрометалургичното получаване на цинка примесите от кадмий и мед попадат в разтвора като сулфати. При прибавянето към този разтвор на цинков прах цинкът редуцира кадмиевите и медните соли и се отделя т.нар. медно-кадмиев кек. При обработването му със сярна киселина (H2SO4) се получава разтвор на кадмиев сулфат (CdSO4), който се подлага на електролиза.